# براندت س. لوي
براندت س. لوي هو شخصية أعمال كندي، ولد في 5 يوليو 1943 في فانكوفر في كندا.